# Старицька Софія Віталіївна
Софі́я Віта́ліївна Стари́цька (до шлюбу Лисенко; 1850, Жовнине, Чорнобаївський район, Черкаська область — 1927) — українська громадська діячка, антрепренерка, акторка-аматорка.
Сестра композитора Миколи Лисенка та лікаря Андрія Лисенка, дружина і троюрідна сестра письменника Михайла Старицького.

## Походження
Родом із Полтавщини.

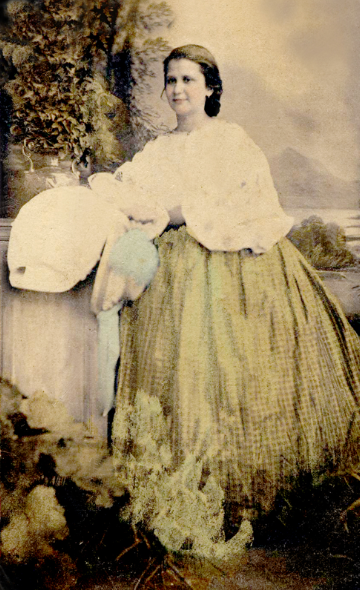
Софія Старицька

Народилася в селі Жовнине, Чорнобаївський район, Черкаська область в родині дворянина Віталія Романовича Лисенка, полковника Орденського кірасирського полку Батько був високоосвіченою людиною, удома розмовляв українською.
Мати, Ольга Єреміївна, походила з полтавського поміщицького роду Луценків та з козацького роду Булюбашів. Освіту здобула у Петербурзькому Смольному інституті шляхетних дівчат, розмовляла майже винятково французькою і примушувала до цього всіх членів родини.
Походила з козацько-старшинського роду Лисенків. Як одного з засновників роду історичні документи засвідчують Якова Лисенка (1-а половина XVII століття, брав активну участь у визвольній війні). Іван, син Якова, — відомий військовий і політичний діяч 2-ї половини XVII століття, був Чернігівським, пізніше Переяславським полковником, згодом — наказним гетьманом; 1695 року брав участь в Азовських походах. Його син Федір (прапрадід Софії) з 1741 року був генеральним суддею.

## Родина
1862 року одружилася із троюрідним братом Михайлом Старицьким та допомагала чоловікові в антрепренерській праці.
У шлюбі було п'ятеро дітей. Старша дочка Марія була акторкою, режисеркою, педагогинею. Вона першою в Україні здобула професійну акторську освіту в столиці імперії. Багато гастролювала, грала в різних петербурзьких театрах, у трупі Саксаганського. Пізніше працювала в музично-драматичній школі Липневич-Носової, а коли Лисенко організував свою школу, почала викладати там.
Друга дочка Людмила — відома письменниця. У своєму заповіті чоловік написав: «…виконавицею мого заповіту я залишаю свою улюблену дочку Людмилу, яка була моїм ангелом-хоронителем за мого життя і яка любить своїх сестер і брата, й вона не образить їх. Усім своїм спадкоємцям бажаю: хай подарує їм Господь тихе і спокійне життя, хай не погасне в їхніх серцях любов до своєї батьківщини, яка зігрівала мене все моє життя…».
Середня дочка Оксана — викладала музику. Її чоловік Іван Стешенко був першим міністром освіти УНР (його вбили 1918 року).
У 11-літньому віці померла молодша дочка Старицьких — Ольга.
Син Юрій Старицький здобув юридичну освіту в Київському університеті. Через те, що 1902 року брав участь у студентській демонстрації і був затриманий, до революції перебував під постійним наглядом поліції. Надалі керував українською «Просвітою», потім був членом Сочинської місцевої ради, але після доносу він з дружиною — художницею Варварою Савич — був змушений поїхати до Сухумі. Там Юрій Михайлович займався адвокатською практикою, помер 1936 року.